# 3sat-Preis
Der 3sat-Preis ist ein von 3sat gestifteter Theaterpreis. Er wird seit 1997 an Künstler verliehen, die mit ihrem Ensemble zum Berliner Theatertreffen eingeladen wurden und die sich dabei durch besondere Leistungen hervorgetan haben. Er ist mit 10.000 Euro dotiert.
Die 3sat-Preis ist nicht zu verwechseln mit dem gleichnamigen Literaturpreis, dem 3sat-Zuschauerpreis und dem 3sat-Dokumentarfilmpreis.

## Preisträger
- 1997: Urs Widmer, Volker Hesse und das Ensemble des Zürcher Neumarkt-Theaters
- 1998: Einar Schleef
- 1999: Martin Kušej
- 2000: Luk Perceval und Tom Lanoye
- 2001: Michael Thalheimer und Olaf Altmann
- 2002: Stefan Pucher
- 2003: Anne Tismer und Susanne Wolff
- 2004: Alain Platel
- 2005: Andreas Kriegenburg
- 2006: Dimiter Gotscheff
- 2007: Sebastian Nübling, Lars Wittershagen und Muriel Gerstner
- 2008: Katja Haß und Stephan Kimmig
- 2009: Birgit Minichmayr, Nicholas Ofczarek und Werner Wölbern
- 2010: Annette Paulmann und Paul Herwig
- 2011: Christoph Schlingensief (für Inszenierung des Stücks „Via Intolleranza II“)
- 2012: Nicolas Stemann (für Inszenierung des Stücks „Faust I + II“ von Johann Wolfgang von Goethe)
- 2013: Sandra Hüller  (für Darstellung in „Die Straße. Die Stadt. Der Überfall.“ von Elfriede Jelinek)
- 2014: Susanne Kennedy (für Inszenierung des Stücks „Fegefeuer in Ingolstadt“ von Marieluise Fleißer)
- 2015: Lina Beckmann (für Darstellung der „Ella“ in „John Gabriel Borkman“ von Henrik Ibsen)
- 2016: Herbert Fritsch (für „der die mann“)[1]
- 2017: Milo Rau (für „Five Easy Pieces“)[2][3]
- 2018: Wiebke Puls für ihre darstellerische Leistung in der Inszenierung Trommeln in der Nacht
- 2019: Ersan Mondtag für Das Internat
- 2020: Alexander Giesche
- 2021: Thiemo Strutzenberger für seine darstellerische Leistung in der Inszenierung Graf Öderland[4]
- 2022: Claudia Bauer für ihre Inszenierung humanistää – eine abschaffung der sparten am Volkstheater Wien[5]